# Doudeauville-en-Vexin

Doudeauville-en-Vexin este o comună în departamentul Eure, Franța. În 1 ianuarie 2022 avea o populație de 265 de locuitori.